# Café Zeman

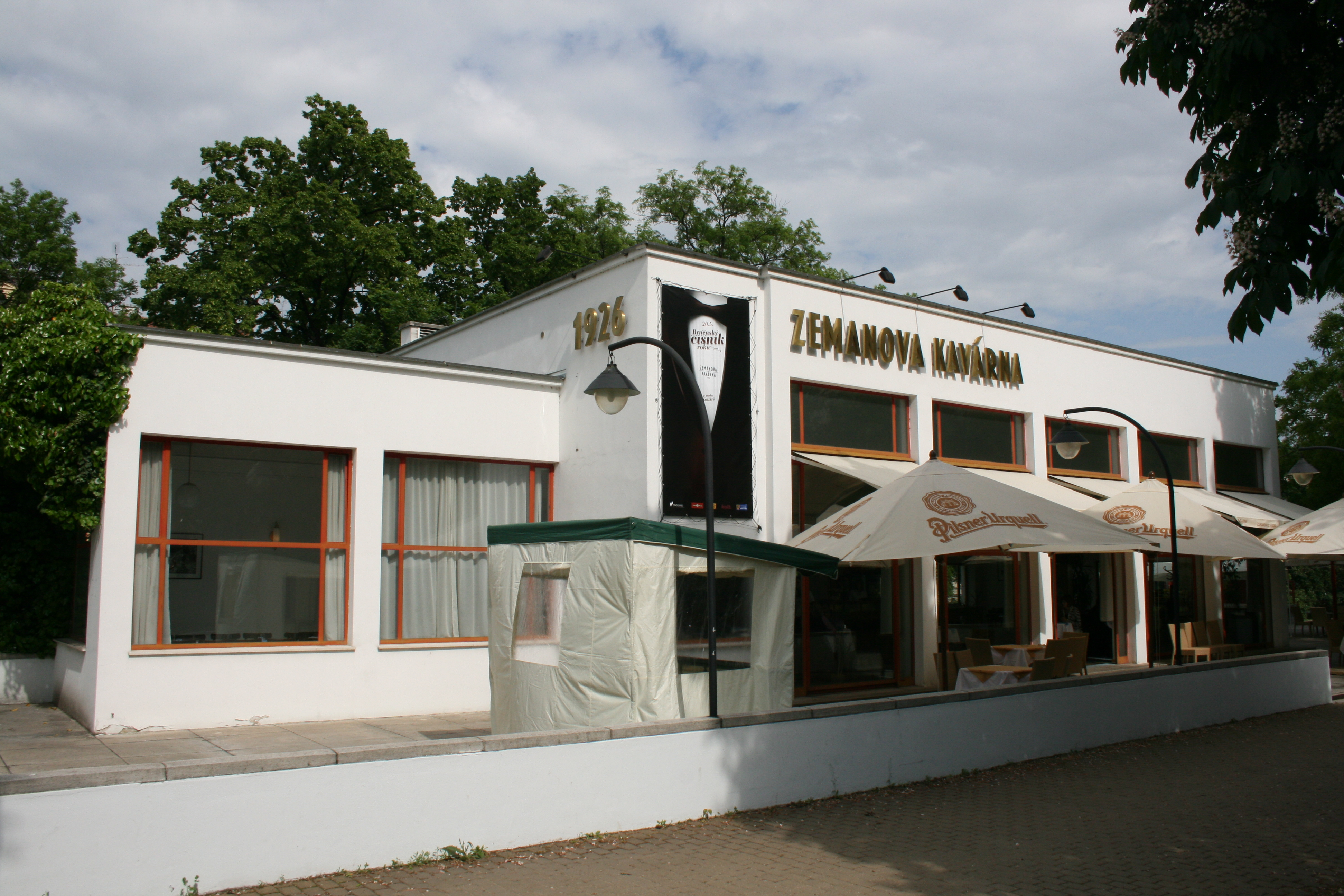
Das Café Zeman 2010

Das Café Zeman (tschechisch: Zemanova kavárna) in Brünn ist ein Werk des bekannten tschechischen Architekten Bohuslav Fuchs (1895–1972) und ein frühes Beispiel der funktionalistischen Moderne. 

## Entstehung und Abriss
Fuchs wurde 1925 mit dem Bau eines Cafés im Park in der Straße Na Kolišti beauftragt, auf dem Ort des ehemaligen Cafépavillons Schopp. Im Jahre 1926 wurde das Café Zeman erbaut und eröffnet. Es war eines der ersten im funktionalistischen Stil erbauten Gebäude in der Tschechoslowakei. 
Der Bau des neuen Janáček-Theaters im Jahre 1964 bedingte den Abriss des Cafés. 

## Wiederaufbau
1991 wurde erwogen, dieses architektonisch bedeutsame Gebäude wieder aufzubauen. Die Brünner Stadtverwaltung unterstützte das Projekt. 1994 begannen die Bauarbeiten. 
Am 24. März 1995, zur hundertsten Wiederkehr des Geburtstages von Bohuslav Fuchs, wurde das Kaffeehaus feierlich eröffnet. Die Öffentlichkeit konnte das Café zum ersten Mal am 15. April 1995 besuchen.